# Ausbildung – Prüfung – Fachpraxis
Die Ausbildung – Prüfung – Fachpraxis (apf), Zeitschrift für die staatliche und kommunale Verwaltung, ist eine juristische Fachzeitschrift. Ihr Schwerpunkt liegt auf der wissenschaftlichen und didaktischen Erörterung grundlegender und aktueller öffentlich-rechtlicher sowie verwaltungswissenschaftlicher Fragen. Dabei bezieht sie die ganze Bandbreite des Berufsfeldes staatlicher und kommunaler Verwaltung ein. Die apf erscheint mit zehn Ausgaben jährlich im Richard Boorberg Verlag.
Die Druckauflage liegt bei 930 Exemplaren, die verbreitete Auflage bei 880 Exemplaren. Die bundesweite Gesamtausgabe beträgt 200 Exemplare. Zusätzlich erscheinen mit den Landesteilen Bayern 580 Exemplare und Baden-Württemberg 100 Exemplare.
Erstmals erschien die Zeitschrift im Jahr 1975 unter dem Titel Ausbildung – Prüfung – Fortbildung mit der ISSN 0344-3825. Im Jahr 2009 erfolgte die Umbenennung.
Die Zeitschrift wird von Philipp Austermann, Joachim Bender, Frank Ebert, Robert Klüsener, Frank Nolden, Hans-Gerd Pieper, Jacqueline Reichardt, Thomas Sauerland, Ludger Schrapper, Frank Stollmann und Gesine Wilke herausgegeben.